# 阿爾瓦·包提斯
阿爾瓦·包提斯是聖露西亞的政治人物，為聖露西亞工黨黨員。他於2000年畢業於美國佛羅里達州的安柏瑞德航空大學（航空商管專業），後於英國克蘭菲爾德大學獲碩士學位（航空管理專業）。從政前包提斯曾以航空管制員與機場管理助理總監為業。
2006年12月，包提斯當選聖露西亞眾議院拉博里選區的議員，並於2011年、2016年與2021年皆當選連任。2011年－2016年他獲任為聖露西亞外交部部長，並於2021年再次擔任此職。